# Laura Lindemann
Laura Lindemann (Berlim, 26 de junho de 1996) é uma triatleta profissional alemã. 

## Carreira
Laura Lindemann disputou os Jogos do Rio 2016, terminando em 28º lugar com o tempo de 2:01:52.  Nos Jogos Olímpicos de Verão de 2024, em Paris, conquistou a medalha de ouro no revezamento misto, ao lado de Tim Hellwig, Lisa Tertsch e Lasse Lührs, com o tempo de 1:25:39.